# Paracossus fucatus
Paracossus fucatus är en fjärilsart som beskrevs av George Francis Hampson 1905. Paracossus fucatus ingår i släktet Paracossus och familjen träfjärilar. Inga underarter finns listade i Catalogue of Life.